# Filemon și Baucis

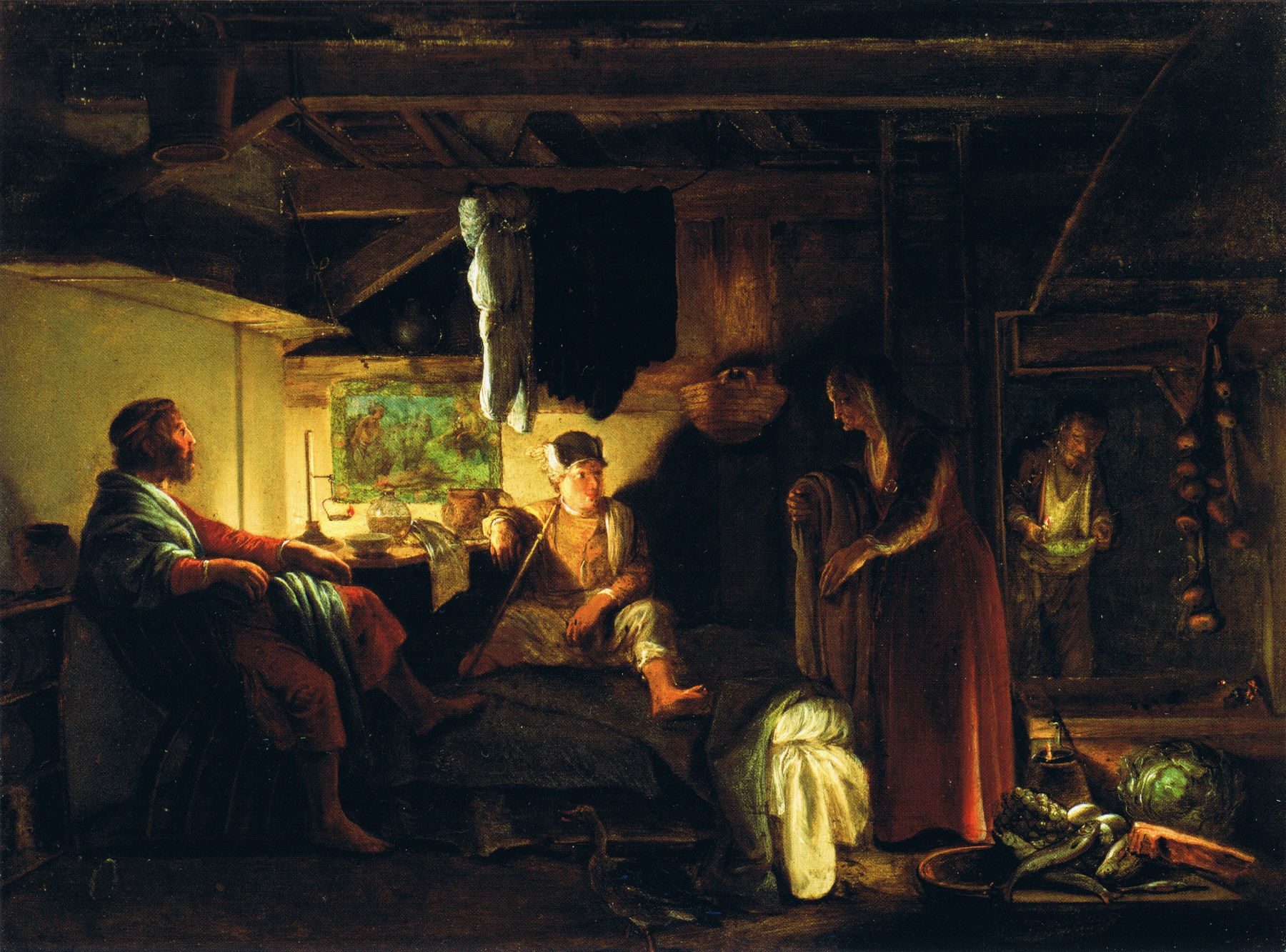
Filemon și Baucis, pictură de Adam Elsheimer, (1608)

Filemon (greacă Φιλήμων, transliterat: Filemon) și Baucis (greacă Βαυκίς, transliterat: Baukis, latinizat Baucis}) sunt personaje ale mitologiei grecești.

## Ovidiu
Ovidiu descrie în Metamorfoze vizita tatălui zeilor Jupiter (Zeus) și a fiului său Mercur (Hermes) într-un oraș din Frigia. Locuitorii nu oferă celor doi drumeți cazare. 
Doar Filemon și soția sa Baucis, un cuplu bătrân care trăiește într-o cocioabă săracă de la marginea orașului, le oferă ospitalitatea, îi întâmpină și îi servește cu tot ce au. Deooarece ulciorul de vin se umple miraculos mereu de la sine, își dau seama că oaspeții sunt zei, pentru care acum vor să jertfească și singura gâscă pe care o mai au. Cei doi oaspeți îi refuză și roagă pe aceștia să îi urmeze pentru a scăpa de pedeapsa pentru orașul neospitalier. De pe înălțimea unui deal, Filemon și Baucis cutremurați văd că orașul este scufundat într-o mlaștină. A rămas doar căsuța lor, care acum s-a transformat într-un templu din aur și marmură. Solicitați de Zeus să-și spună dorințele, ei roagă pe acesta ca să fie preoți șcarei să slujească în templu de-a lungul vieții și apoi să moară amândoi deodată, astfel încât niciunul dintre ei nu trebuie să privească mormântul celuilalt. Așa se și întâmplă. Ei servesc în templu până când într-o zi, gârboviți de vărstă, în timp ce vorbeau pe treptele templului, sunt transformați el într-un stejar iar ea într-un piersic.

## În literatură
Jean de la Fontaine prelucrează materialul în fabula sa Philemon et Baucis și îl „creștinează”, stabilind analogii cu episodul Noului Testament în care Isus din Nazaret găsește cazare în Emmaus și este recunoscut mai târziu de discipolii săi. 
În cel de-al cincilea act al lui Faust II, Johann Wolfgang von Goethe îi prezintă pe Filemon și Baucis ca un cuplu bătrân care rezistă la mutarea forțată de către Faust și sunt deci uciși. 
În plus, el îi menționează pe Filemon și Baucis în primul capitol al celei de-a doua părți a operei sale Die Wahlverwandtschaften. 
Kurt Tucholsky folosește Philemon și Baucis în poeziile sale din 1930 Stații ca imagine pentru un cuplu îmbătrânit. 
Max Frisch folosește de asemene, figurile Filemon și Baucis în romanul său My Name Is Gantenbein.
Bertolt Brecht folosește mitul ca bază pentru opera sa „Der gute Mensch von Sezuan”.

## În muzică
- Joseph Haydn a prelucrat mitul în piesa muzicală omonimă din 1773 (Hob. XXIXb: 2)[2]

- Charles Gounod a compus opera Filemon și Baucis (Philémon et Baucis, premiera în 1860 la Théâtre-Lyrique , premiera mondială a celei de-a doua versiuni în 1876 la Opéra-Comique din Paris).[3]

## Reprezentări vizuale
- Adam Elsheimer folosește ,Filemon și Baucis ca model pentru picturile sa.
- Peter Paul Rubens înfățișează scena momentului în care a fost distrus orașul, 1625, Kunsthistorisches Museum Wien
- Wolfgang Hildesheimer a creat colajele Filemon (1983) și Baukis (1989)
- Carl Andre a creat perechea de sculpturi Filemon și Baucis (1981, Muzeul Kröller-Müller , Otterlo, Olanda)
- Karl Manfred Rennertz a creat perechea de sculpturi Filemon și Baucis (2011, Goetheplatz, Baden-Baden, Germania)

## Altele
- Sindromul Filemon și Baucis este descris în literatura medico-legală ca fiind moartea simultană a partenerilor dintr-o căsnicie sau conviețuire de lungă durată.